# Mediglia
Mediglia – miejscowość i gmina we Włoszech, w regionie Lombardia, w prowincji Mediolan.
Według danych na rok 2004 gminę zamieszkiwało 10 287 osób, 489,9 os./km².